# Aviron aux Jeux africains de 2007
Navigation
2019
Les compétitions d'aviron aux Jeux africains de 2007 ont lieu du 19 au 21 août 2007 au barrage de Boukourdane, à Tipaza, en Algérie.

## Médaillés

### Hommes
| Skiff                       | Ali Ibrahim (EGY)                           | Shaun Keeling (RSA)                             | Chaouki Dries (ALG)                         |  |  |  |
| Skiff poids légers          | Mohamed Aich (ALG)                          | Anthony Paladin (RSA)                           | Mohamed Abdulah El Moaty (EGY)              |  |  |  |
|                             |                                             |                                                 |                                             |  |  |  |
| Deux de couple              | Égypte Mohamed Gomaa El-Husseiny Farag      | Afrique du Sud Sean Irwin Murray Chandler       | Algérie Samir Alrbi-Aloui Abdelkarim Amiche |  |  |  |
| Deux de couple poids légers | Algérie Kamel Ait Daoud Mohamed Ryad Garidi | Égypte Abdullah el-Mohsen Massoud Islam Mohamed | Zimbabwe Ryan Colahan Liam Colahan          |  |  |  |

### Femmes
| Skiff                       | Adriana Geyser (RSA)                          | Ibtissem Trimech (TUN)                          | Imen Mustapha Hassen (EGY)      |  |  |  |
| Skiff poids légers          | Ibtissem Trimech (TUN)                        | Catherine Shan (RSA)                            | Ola Ahmed (EGY)                 |  |  |  |
|                             |                                               |                                                 |                                 |  |  |  |
| Deux de couple              | Algérie Hafida Chaouch Basma Dries            | Afrique du Sud Nomthandazo Sibiya Hayley Arthur | Égypte Sara Baraka Manal Hassan |  |  |  |
| Deux de couple poids légers | Afrique du Sud Alexandra White Catherine Shan | Algérie Amina Rouba Hafida Chaouch              | Égypte Asmaa Sayed Heba Ahmed   |  |  |  |

## Tableau des médailles
| Rang  | Nation         | Or | Argent | Bronze | Total |
| ----- | -------------- | -- | ------ | ------ | ----- |
| 1     | Algérie        | 3  | 1      | 2      | 6     |
| 2     | Afrique du Sud | 2  | 5      | 0      | 7     |
| 3     | Égypte         | 2  | 1      | 5      | 8     |
| 4     | Tunisie        | 1  | 1      | 0      | 2     |
| 5     | Zimbabwe       | 0  | 0      | 1      | 1     |
| Total | Total          | 8  | 8      | 8      | 24    |